# Obeidia neglecta
Obeidia neglecta là một loài bướm đêm trong họ Geometridae.